# Црква Рођења Пресвете Богородице у Косјерићу
Црква Рођења Пресвете Богородице у Косјерићу, насељеном месту и административном центру општине Косјерић, припада Епархији жичкој Српске православне цркве.
Црква посвећена Рођењу Пресвете Богородице, подигнута је од цигле и камена, 1970. године.
Косјерић и црква су седиште Архијерејског намесништва црногорског, које обухвата шест парохија и пет црквених општина.